# Mercado Central de Ereván

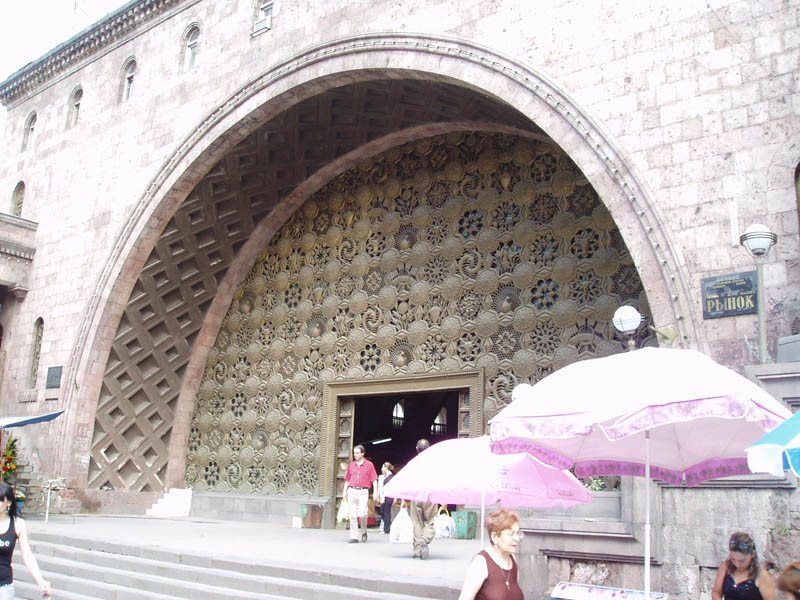
Ereván, Fachada principal y puerta del Mercado Central

El Mercado Central de Ereván es una construcción que engloba el mayor mercado cubierto dedicado a la alimentación de la ciudad de Ereván, capital de Armenia, situada en la avenida Mashtots.
De estilo persa, su planta es rectangular y en su fachada principal se encuentra una característica entrada semicircular en bronce con motivos naturales, continuada por la estructura interior en forma de arcos. En su interior se reproduce el arquetipo de mercado cubierto, formado por un gran número de pequeños comerciantes que exponen sus productos; a grandes rasgos: carne, pescado, verdura, fruta, pan y dulces.

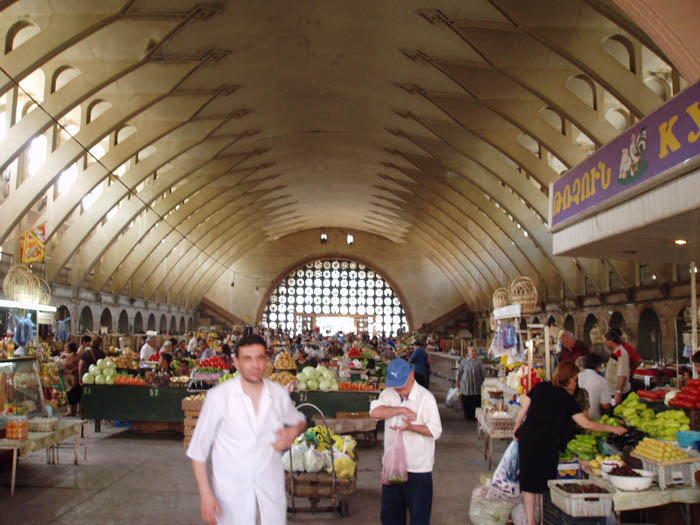
Ereván, Mercado Central Interior
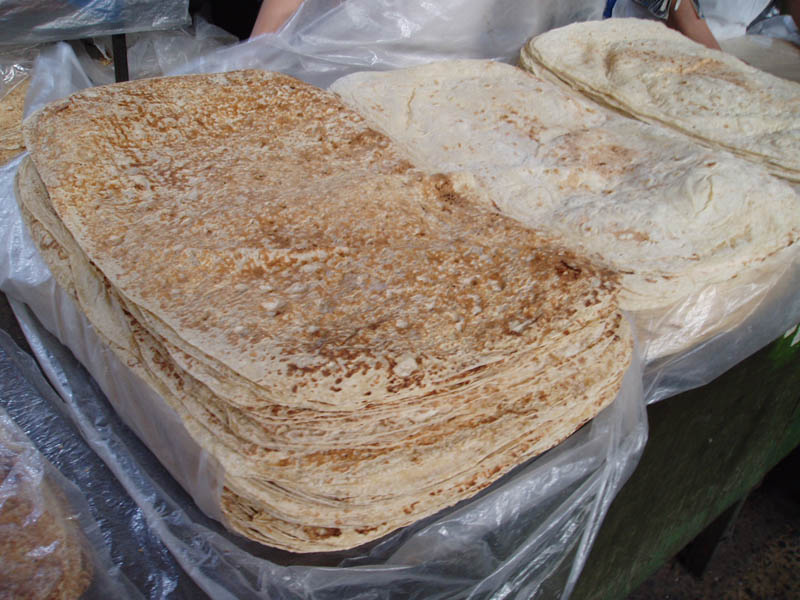
Ereván, Pan Armenio en el Mercado Central
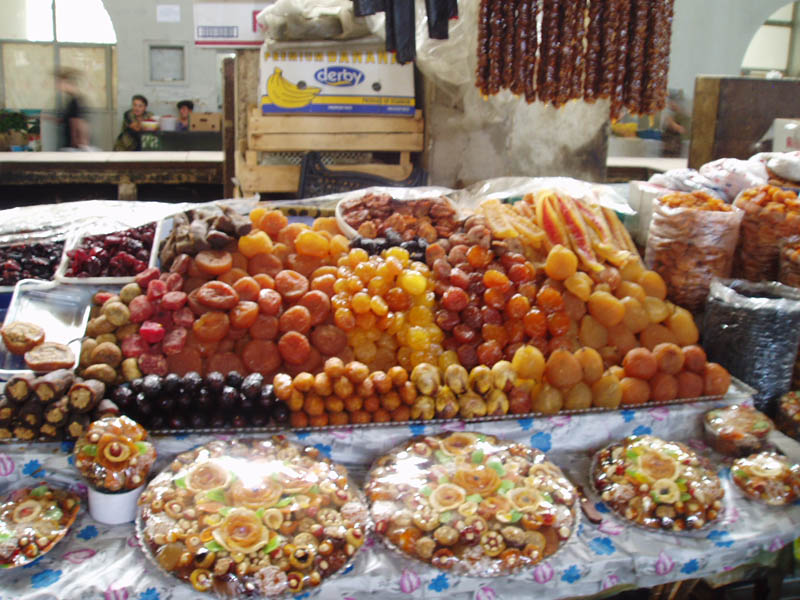
Ereván, Mercado Central Frutas secas y Confitadas